# ليو يوان (عازف جاز)
ليو يوان (بالصينية: 刘元) هو عازف جاز صيني، ولد في 1960 في بكين في الصين.